# Давиденко, Николай Степанович
Николай Степанович Давиденко — коммунистический политический деятель, чиновник. Член ВКП(б). Председатель Ворошиловградского областного Совета.

## Биография
Родился в июне 1920 года в семье рабочего в селе Михайловка бывшего Попаснянского района Луганской области. Трудовую деятельность начал в 1938 году автодиспетчером Кадиевского городского отдела коммунального хозяйства Ворошиловградской области. Затем работал учителем. В 1939—1940 годах —  студент Артемовского учительского института Сталинской области.
В 1945-1951 годах — начальник участка, заместитель директора совхоза в Ворошиловградской области.
Член ВКП(б) с 1949 года.
С января 1963 года по декабрь 1964 года председатель Исполнительного комитета Луганского сельского областного Совета. С декабря 1964 года по 1971 год секретарь Луганского — Ворошиловградского областного комитета КП Украины. 
С 1971 года по 1974 год председатель Исполнительного комитета Ворошиловградского областного Совета.